# Gioco a potenziale
Un gioco a potenziale, o gioco con potenziale, è un gioco in cui l'incentivo per i giocatori per passare da una strategia ad un'altra può essere espresso con una singola funzione globale, detta funzione potenziale, richiamando l'omonimo concetto fisico.
Il concetto fu introdotto da Dov Monderer e Lloyd Shapley nel 1996. 
Un gioco a potenziale è detto cardinale se la differenza di utilità ottenuta cambiando la strategia di un altro giocatore è uguale alla differenza di valore della funzione potenziale.
Un gioco a potenziale è detto ordinale se solo il segno di tale differenza è lo stesso.
La funzione potenziale si rivela uno strumento utile per analizzare gli equilibri di Nash di certi giochi, dato che gli incentivi di tutti i giocatori sono mappati in una singola funzione, e l'insieme degli equilibri di Nash si trova fra gli ottimi locali della funzione potenziale.
I massimi della funzione potenziale sono equilibri di Nash, mentre l'inverso non è sempre vero. L'uso dei massimi della funzione potenziale permette di raffinare l'insieme degli equilibri di Nash.
Come esempio, si consideri il seguente gioco in forma strategica:
| I / II | L     | R     |
| T      | (1,1) | (0,0) |
| B      | (0,0) | (0,0) |

Essendo un gioco di puro coordinamento, un potenziale P è dato semplicemente dal payoff del giocatore I: P(T,L) = 1, P(T,R) = P(B,L) = P(B,R) = 0.
La coppia di strategie (B,R) è un equilibrio di Nash, pur non massimizzando il potenziale P.